# Games for Windows – Live
Games for Windows – Live foi um serviço de jogos online para o sistema operacional Microsoft Windows, que permite que os usuários do sistema se conecte a serviços online,assim podendo instalar e jogar jogos nas promoções e descontos,que inclui dispositivos como Windows Mobile e Zune.
Cada um com um Gamertag exclusivo, o serviço de nome de usuário da Microsoft para jogos que começou com o Xbox Live, podem jogar online, acompanhar o status de seus amigos, enviar e receber mensagens, obter e acompanhar Conquistas e Gamerscore associado, bate-papo por voz entre plataformas e muito mais. Alguns jogos permitem o jogo multiplataforma, como Shadowrun, colocando os jogadores do Windows contra os jogadores do Xbox 360.O serviço está aberto a desenvolvedores terceirizados, mas eles devem atender a determinados Requisitos de Certificação Técnica (TCRs), que incluem (mas não se limitam a): classificações de jogos, número total de pontos de Gamerscore, conteúdo, perfis de jogos e Conectividade ao vivo. Jogos para Windows – os jogos ao vivo também devem atender aos TCRs padrão de jogos para Windows (jogos que não têm suporte ao vivo). A mesma infra-estrutura de suporte ao desenvolvedor está disponível no Xbox 360. A assistência aos desenvolvedores é fornecida por meio do Microsoft XNA Developer Connection.Lancado mundialmente em 2007